# Verrettone

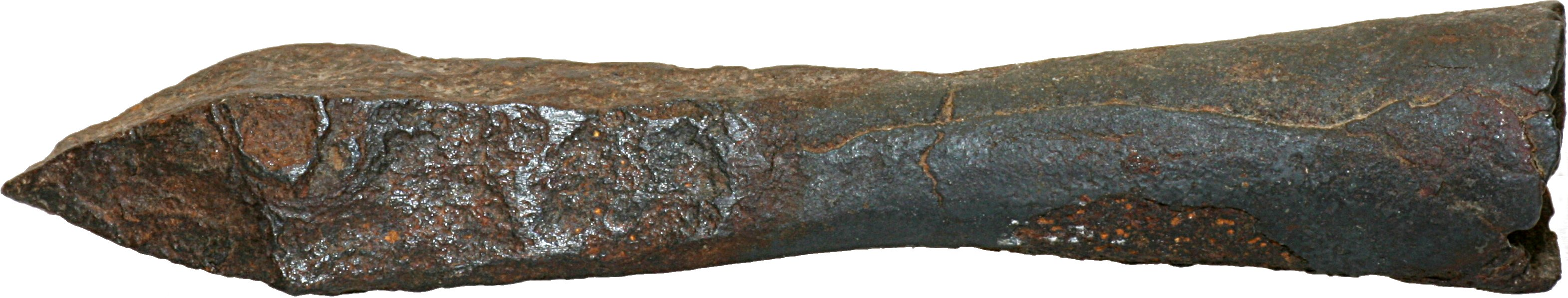
Punta di verrettone tedesco del XIV secolo

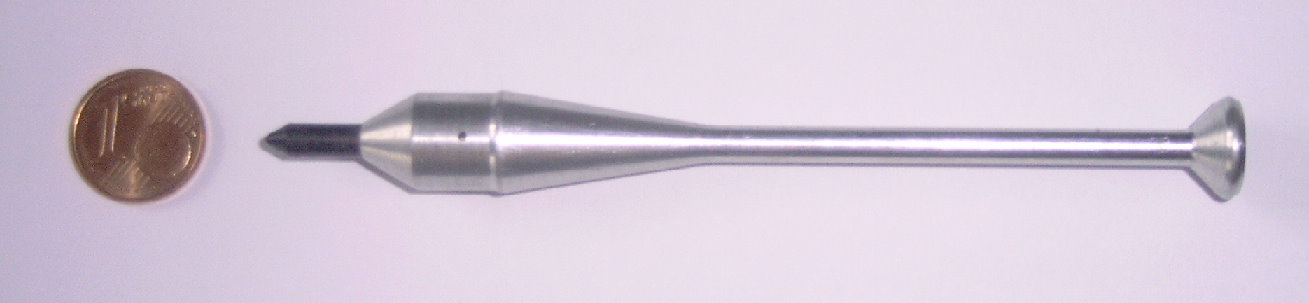
Verrettone moderno confrontato con una moneta da 1 cent

Il verrettone è un tipo di proiettile di origine medievale.

## Etimologia
Il nome deriva dal latino vèru (dardo, spiedo) da cui derivano verùtum e verrùtum (da cui verretta).

## Descrizione
Generalmente veniva lanciato con una balestra, ma esistevano versioni più pesanti, adatte al lancio a mano.
La punta del verrettone era metallica, (ottone o ferro) di forma piramidale e priva di barbe. I verrettoni si affermarono intorno al terzo decennio del Trecento e, gradualmente, sostituirono i più vecchi quadrelli, rispetto ai quali, avevano più forza di penetrazione nei confronti delle nascenti difese a piastre.
Nella seconda metà del XIV secolo, in Italia settentrionale, si svilupparono anche verrettoni completamente realizzati in acciaio.
La coda era sprovvista di piume.